# Parlamentswahl in Island 2016
- V: 10
- S: 3
- P: 10
- A: 4
- C: 7
- B: 8
- D: 21

Die 54. Parlamentswahl in Island 2016 war eine vorgezogene Neuwahl am 29. Oktober 2016. Gewählt wurden die 63 Abgeordneten des isländischen Parlaments Althing.

## Wahlsystem
Gewählt wurde wie seit 2003 in den 1999 festgelegten sechs Wahlkreisen, in denen getrennt sieben bis elf Sitze vergeben werden. Weitere neun Mandate werden landesweit an Parteien mit mehr als 5 % als Kompensation vergeben, um insgesamt eine relativ proportionale Verteilung der Mandate an die Partien zu erhalten.

## Ausgangslage
- V: 7
- S: 9
- Þ: 3
- A: 6
- B: 19
- D: 19

Im Zuge der Panama-Papers-Affäre, in die auch der Premierminister Sigmundur Davíð Gunnlaugsson verwickelt war, wurden Stimmen der Opposition für ein Misstrauensvotum gegen Sigmundur Davíð laut. Dieser schloss seinen Rücktritt zunächst kategorisch aus. Vorausgegangen waren Proteste gegen den Premierminister vor dem isländischen Parlament am 4. April 2016, in denen sein Rücktritt gefordert wurde. Am 5. April verweigerte der damalige isländische Staatspräsident Ólafur Ragnar Grímsson die Auflösung des Parlaments, welche Sigmundur Davíð beantragt hatte. Am Abend des 6. April kündigten die Regierungsparteien an, dass die Neuwahlen im Herbst 2016 stattfinden sollten; bis dahin amtierte Sigurður Ingi Jóhannsson als Übergangs-Ministerpräsident, nachdem Sigmundur Davíð zurückgetreten war. Die Oppositionsparteien kündigten an, durch ein Misstrauensvotum Neuwahlen noch im Frühjahr 2016 erzwingen zu wollen, was ihnen jedoch nicht gelang.
Zahlreiche Parlamentarier hatten angekündigt, nicht mehr zur Wahl anzutreten. Mit Stand vom 13. August 2016 hatten 16 Abgeordnete aus allen im Althing vertretenen Parteien erklärt, nicht mehr als Kandidaten zur Verfügung zu stehen. Dies galt bereits als rekordhohe Zahl an Sitzverzichten bei isländischen Parlamentswahlen; am 20. August war die Zahl der auf ihren Sitz verzichtenden Parlamentarier auf 18 angewachsen. Bei der Parlamentswahl in Island 2013 hatten 13 Parlamentarier auf ihren Sitz verzichtet, 2009 waren es zehn und bei den Wahlen 2007 und 2003 nur jeweils sechs.

## Parteien
Folgende Parteien traten zur Wahl an:
| Parteibuchstabe | Name                              | Übersetzung                                  | Ausrichtung                               | Kommentar |
| --------------- | --------------------------------- | -------------------------------------------- | ----------------------------------------- | --- |
| A               | Björt framtíð                     | Helle Zukunft, Strahlende Zukunft            | links-liberal, pro EU-Beitritt            | |
| B               | Framsóknarflokkurinn              | Fortschrittspartei                           | agrarisch-liberal                         | |
| C               | Viðreisn                          | Reform, Umbau, Wiederherstellung, Genugtuung | liberal, pro EU-Beitritt                  | Gegründet 2016. |
| D               | Sjálfstæðisflokkurinn             | Unabhängigkeitspartei                        | liberal-konservativ                       | |
| E               | Íslenska þjóðfylkingin            | Isländische Nationalfront                    | rechtskonservativ, für direkte Demokratie | Gegründet 2016, darin aufgegangen: Rechts-Grüne Volkspartei. Trat nur im Nordwestlichen und im Südlichen Wahlkreis an. |
| F               | Flokkur fólksins                  | Volkspartei                                  | für die Rechte der Armen und Behinderten  | Gegründet 2016. |
| H               | Húmanistaflokkurinn               | Humanistische Partei                         | linksliberal                              | Trat nur im Wahlkreis Reykjavík-Süd an.                                                                                |
| P (2013: Þ)     | Píratar                           | Piratenpartei                                | Piratenbewegung                           | |
| R               | Alþýðufylkingin                   | Volksfront von Island                        | sozialistisch, antikapitalistisch         | Trat im Nordwestlichen Wahlkreis nicht an.                                                                             |
| S               | Samfylkingin                      | Allianz                                      | sozialdemokratisch                        | |
| T               | Dögun                             | Morgenröte                                   | liberal                                   | |
| V               | Vinstrihreyfingin – grænt framboð | Links-Grüne Bewegung                         | links-grün, feministisch                  | |

## Wahlergebnis

Ergebnisse und Sitzverteilung in den Wahlkreisen

Durch das schlechte Resultat der Fortschrittspartei, die 11 ihrer bisherigen 19 Sitze verlor, hatte die bestehende liberal-konservative Koalition aus Fortschrittspartei und Unabhängigkeitspartei keine Regierungsmehrheit mehr inne, obwohl sich die Unabhängigkeitspartei nicht nur halten, sondern mit nun 21 Sitzen sogar zwei Sitze dazugewinnen konnte. Auch die vier Oppositionsparteien Links-Grüne Bewegung, Píratar, Björt framtíð und Allianz, die sich kurz vor dem Wahltermin zu einem Bündnis zusammengeschlossen und bereit erklärt hatten, im Falle eines Wahlerfolges gemeinsam eine Regierung zu bilden, erhielten keine Mehrheit im Althing. Als mögliches Zünglein an der Waage bzw. „Königsmacher“ galt damit die 2016 gegründete Partei Viðreisn („Reform“), die mit sieben Sitzen ins Parlament eingezogen ist. Sowohl eine Mitte-rechts-Koalition aus Unabhängigkeitspartei, Fortschrittspartei und Viðreisn als auch eine Fünferkoalition aus den bisherigen Oppositionsparteien und Viðreisn wäre rechnerisch möglich gewesen. Noch am Morgen des 30. Oktobers hatte jedoch der Parteivorsitzende von Viðreisn, Benedikt Jóhannesson, eine Koalition mit Unabhängigkeitspartei und Fortschrittspartei für ausgeschlossen erklärt. Während Benedikt Jóhannesson davon ausging, dass es realistisch wäre, wenn seine Partei das Mandat zur Regierungsbildung erhielte, da sie als zuvor nicht im Parlament vertretene Partei den größten Wählerzuwachs zu verzeichnen habe, sah es der Vorsitzende der Unabhängigkeitspartei, Bjarni Benediktsson, als selbstverständlich an, dass dies seiner Partei zufallen solle. Bjarni Benediktsson hat dabei eingeräumt, dass die Regierungsbildung sich schwierig gestalten werde, er sei jedoch dazu bereit, eine Dreiparteienregierung zu führen. Er wolle sich alle Möglichkeiten offenhalten, wobei seine Partei am wenigsten Gemeinsamkeiten mit den Píratar habe.

### Landesweite Ergebnisse
| Partei- buchstabe       | Partei                                                 | Stimmen | %       | ± %     | Sitze | ±   |
| ----------------------- | ------------------------------------------------------ | ------- | ------- | ------- | ----- | --- |
| D                       | Sjálfstæðisflokkurinn Unabhängigkeitspartei            | 54.990  | 29,0 %  | +2,3 %  | 21    | ▲2  |
| V                       | Vinstrihreyfingin – grænt framboð Links-grüne Bewegung | 30.166  | 15,9 %  | +5,0 %  | 10    | ▲3  |
| P                       | Píratar Piratenpartei                                  | 27.449  | 14,5 %  | +9,4 %  | 10    | ▲7  |
| B                       | Framsóknarflokkurinn Fortschrittspartei                | 21.791  | 11,5 %  | −12,9 % | 8     | ▼11 |
| C                       | Viðreisn Reform                                        | 19.870  | 10,5 %  | +10,5 % | 7     | ▲7  |
| A                       | Björt framtíð Strahlende Zukunft                       | 13.578  | 7,2 %   | −1,0 %  | 4     | ▼2  |
| S                       | Samfylkingin Sozialdemokratische Allianz               | 10.893  | 5,7 %   | −7,2 %  | 3     | ▼6  |
| F                       | Flokkur fólksins Volkspartei                           | 6.707   | 3,5 %   | +3,5 %  | 0     | 0   |
| T                       | Dögun Morgenröte                                       | 3.275   | 1,7 %   | −1,4 %  | 0     | 0   |
| R                       | Alþýðufylkingin Volksfront von Island                  | 575     | 0,3 %   | +0,2 %  | 0     | 0   |
| E                       | Íslenska þjóðfylkingin Isländische Nationalfront       | 303     | 0,2 %   | +0,2 %  | 0     | 0   |
| H                       | Húmanistaflokkurinn Humanistische Partei               | 33      | 0,0 %   | −0,1 %  | 0     | 0   |
| Gesamt                  | Gesamt                                                 | 189.630 | 100,0 % | –       | 63    | –   |
| Quelle: iceland monitor |                                                        |         |         |         |       |     |

### Ergebnisse nach Wahlkreisen
| Partei- buchstabe       | Reykiavik Nord | Reykiavik Süd | Südwest | Nordwest | Nordost | Süd | Gesamt |
| ----------------------- | -------------- | ------------- | ------- | -------- | ------- | --- | ------ |
| D                       | 3              | 3             | 5       | 3        | 3       | 4   | 21     |
| V                       | 3              | 2             | 1       | 1        | 2       | 1   | 10     |
| P                       | 3              | 2             | 2       | 1        | 1       | 1   | 10     |
| B                       | 0              | 1             | 1       | 2        | 2       | 2   | 8      |
| C                       | 1              | 2             | 2       | 0        | 1       | 1   | 7      |
| A                       | 1              | 1             | 2       | 0        | 0       | 0   | 4      |
| S                       | 0              | 0             | 0       | 1        | 1       | 1   | 3      |
| Gesamt                  | 11             | 11            | 13      | 8        | 10      | 10  | 63     |
| Quelle: iceland monitor |                |               |         |          |         |     |        |

## Regierungsbildung
Die Links-Grüne Bewegung, die Píratar und Björt framtíð hatten unterschiedliche Vorstellungen von der Regierungsbildung. Während die Links-Grünen eine Fünfparteienregierung mit Viðreisn bevorzugt hätten, haben sich die Píratar für eine Minderheitsregierung von Links-Grünen, Viðreisn und Björt framtíð ausgesprochen, die von den Píratar und der Allianz ohne Regierungsbeteiligung unterstützt würde. So sollte die Komplexität reduziert werden. Laut dem Vorsitzenden von Björt framtíð, Óttarr Proppé, wäre eine Regierungsbildung durch Viðreisn angezeigt gewesen.
Am 2. November 2016 hatte Präsident Guðni Th. Jóhannesson zunächst Bjarni Benediktsson, den Vorsitzenden der Unabhängigkeitspartei, mit der Regierungsbildung beauftragt und dies als die gangbarste Option bezeichnet. Nachdem der erste Versuch der Unabhängigkeitspartei, eine Koalition mit Viðreisn und Björt framtíð zu bilden, jedoch gescheitert war, erhielt am 16. November stattdessen die Vorsitzende der Links-Grünen Bewegung Katrín Jakobsdóttir das Mandat zur Regierungsbildung. Auch ihr gelang es nicht, eine Regierungskoalition zu bilden. Am 25. November verzichtete der Präsident zunächst darauf, einen dritten Versuch zur Koalitionsbildung unternehmen zu lassen, und rief alle Parteien dazu auf, einen Weg aus der Sackgasse zu suchen. Nachdem er in der Folge Birgitta Jónsdóttir, die Fraktionsvorsitzende der Píratar, mit der Regierungsbildung betraut hatte und auch dieser Versuch gescheitert war, forderte Guðni Th. Jóhannesson die Parteien erneut zur Zusammenarbeit auf. Mit Stand von Mitte Dezember 2016 waren als mögliche Lösungen im Gespräch: Eine Minderheitsregierung, eine Konkordanzregierung unter Beteiligung aller Parteien (ein in Island als þjóðstjórn, etwa „Nationalregierung“ oder „Volksregierung“, bezeichnetes Modell) sowie Neuwahlen im Jahr 2017.
Im Januar 2017 gelang es Bjarni Benediktsson, der den Posten des Premierministers übernommen hat, eine Regierungskoalition aus Unabhängigkeitspartei, Björt framtíð und Viðreisn zu bilden. Die Zusammensetzung des Kabinetts wurde am 10. Januar bekanntgegeben. Die Koalition verfügte über eine knappe Mehrheit von einem Sitz im Althing.

## Folgen
Premierminister Sigurður Ingi Jóhannsson von der Fortschrittspartei hat am Sonntag nach der Wahl seinen Rücktritt bei Staatspräsident Guðni Th. Jóhannesson eingereicht. Dieser habe ihn gebeten, bis zur Bildung einer neuen Regierung im Amt zu bleiben.
Infolge der starken Verluste der sozialdemokratischen Allianz, die nur noch drei Abgeordnete ins Althing entsenden konnte, ist Oddný G. Harðardóttir als Parteivorsitzende zurückgetreten. Sie hatte dieses Amt erst im Juni 2016 übernommen. Ihre Nachfolge hat der bisherige stellvertretende Vorsitzende Logi Már Einarsson angetreten.

## Umfragen vor der Wahl

Verlauf der Umfragewerte

In den meisten Umfragen vor der Wahl stand seit August 2016 die seit 2013 in einer Koalition mit der Fortschrittspartei (bäuerliche Mitte) regierende liberal-konservative Unabhängigkeitspartei an erster Stelle, dicht gefolgt von den Píratar, der isländischen Piratenpartei. Auch die Píratar nehmen in mehreren Umfragen den ersten Platz ein, den sie bis zum Frühling 2016 während fast eines Jahres kontinuierlich belegen konnten. Nach einer Umfrage der Universität Island vom 21. Oktober 2016 hätten sowohl die Píratar als auch die Unabhängigkeitspartei je 15 Sitze im Althing erhalten. An dritter Stelle – in einer Umfrage an zweiter vor den Píratar – stand in den letzten Umfragen vom Oktober die Links-Grüne Bewegung. Die Werte der anderen Parteien bewegten sich im Oktober weitgehend im einstelligen Prozentbereich, wobei die Fortschrittspartei und die neu gegründete liberale Partei Viðreisn mehrfach über 10 % erhielten. Die isländische Fünf-Prozent-Hürde überschritten in den Oktober-Umfragen auch die sozialdemokratische Allianz und die links-liberale Björt framtíð (Helle Zukunft).
Umfragedetails in ausklappbarer Tabelle:
| Institut                      | Datum         | V       | S       | P      | A      | B       | D       | C      | Sonst. |
| ----------------------------- | ------------- | ------- | ------- | ------ | ------ | ------- | ------- | ------ | ------ |
| Gallup                        | 28. Okt. 2016 | 16,5 %  | 7,4 %   | 17,9 % | 6,8 %  | 9,3 %   | 27,0 %  | 8,8 %  |        |
| MMR                           | 28. Okt. 2016 | 16,2 %  | 6,1 %   | 20,5 % | 6,7 %  | 11,4 %  | 24,7 %  | 8,9 %  | 5,5 %  |
| Háskóli Íslands               | 27. Okt. 2016 | 16,8 %  | 5,7 %   | 21,2 % | 6,7 %  | 10,1 %  | 22,5 %  | 11,4 % | 5,5 %  |
| Fréttablaðið / Stöð 2 / Vísir | 27. Okt. 2016 | 16,4 %  | 5,7 %   | 18,4 % | 6,3 %  | 9,9 %   | 27,3 %  | 10,5 % | 5,5 %  |
| MMR                           | 26. Okt. 2016 | 16,0 %  | 7,6 %   | 19,1 % | 8,8 %  | 10,0 %  | 21,9 %  | 9,3 %  | 7,3 %  |
| Fréttablaðið / Stöð 2 / Vísir | 26. Okt. 2016 | 16,4 %  | 6,0 %   | 20,3 % | 5,1 %  | 11,2 %  | 25,1 %  | 10,8 % | 5,1 %  |
| Háskóli Íslands               | 21. Okt. 2016 | 18,6 %  | 6,5 %   | 22,6 % | 6,0 %  | 9,1 %   | 21,1 %  | 8,8 %  | 7,3 %  |
| Fréttablaðið / Stöð 2 / Vísir | 18. Okt. 2016 | 19,2 %  | 6,5 %   | 20,7 % | 7,4 %  | 8,5 %   | 23,7 %  | 6,6 %  | 7,4 %  |
| MMR                           | 14. Okt. 2016 | 14,5 %  | 9,0 %   | 19,6 % | 8,2 %  | 9,2 %   | 21,4 %  | 10,2 % | 7,9 %  |
| Háskóli Íslands               | 14. Okt. 2016 | 17,7 %  | 6,9 %   | 17,5 % | 7,7 %  | 8,6 %   | 22,5 %  | 11,4 % | 8,7 %  |
| Gallup                        | 14. Okt. 2016 | 14,5 %  | 7,1 %   | 18,3 % | 7,7 %  | 9,8 %   | 22,6 %  | 12,4 % | 7,6 %  |
| Fréttablaðið / Stöð 2 / Vísir | 12. Okt. 2016 | 15,1 %  | 7,3 %   | 22,8 % | 8,2 %  | 8,5 %   | 22,7 %  | 8,4 %  | 7,0 %  |
| Fréttablaðið / Stöð 2 / Vísir | 5. Okt. 2016  | 12,6 %  | 8,8 %   | 19,2 % | 6,9 %  | 11,4 %  | 25,9 %  | 6,9 %  | 8,3 %  |
| Gallup                        | 30. Sep. 2016 | 15,6 %  | 8,5 %   | 20,6 % | 4,7 %  | 8,2 %   | 23,7 %  | 13,4 % | 5,4 %  |
| Fréttablaðið / Stöð 2 / Vísir | 28. Sep. 2016 | 12,9 %  | 5,9 %   | 19,9 % | 3,6 %  | 12,6 %  | 34,6 %  | 7,3 %  | 3,2 %  |
| MMR                           | 26. Sep. 2016 | 11,5 %  | 9,3 %   | 21,6 % | 4,9 %  | 12,2 %  | 20,6 %  | 12,3 % | 6,7 %  |
| MMR                           | 22. Sep. 2016 | 13,2 %  | 8,1 %   | 22,7 % | 4,1 %  | 11,0 %  | 22,7 %  | 11,5 % | 6,7 %  |
| Gallup                        | 16. Sep. 2016 | 13,5 %  | 8,8 %   | 23,1 % | 2,9 %  | 9,4 %   | 25,5 %  | 12,2 % | 4,6 %  |
| Fréttablaðið / Stöð 2 / Vísir | 8. Sep. 2016  | 12,7 %  | 7,5 %   | 29,5 % | 2,0 %  | 10,7 %  | 28,2 %  | 6,7 %  | 2,7 %  |
| Gallup                        | 30. Aug. 2016 | 16,2 %  | 8,3 %   | 25,8 % | 2,9 %  | 9,0 %   | 26,3 %  | 10,6 % | 0,9 %  |
| MMR                           | 29. Aug. 2016 | 12,4 %  | 9,1 %   | 22,4 % | 4,5 %  | 10,6 %  | 24,6 %  | 8,8 %  | 7,6 %  |
| Gallup                        | 29. Juli 2016 | 16,8 %  | 8,0 %   | 25,3 % | 4,2 %  | 9,9 %   | 26,2 %  | 9,0 %  | 0,6 %  |
| MMR                           | 25. Juli 2016 | 12,9 %  | 8,4 %   | 26,8 % | 3,9 %  | 8,3 %   | 24,0 %  | 9,4 %  | 6,3 %  |
| MMR                           | 7. Juli 2016  | 18,0 %  | 10,9 %  | 24,3 % | 2,9 %  | 6,4 %   | 25,3 %  | 6,7 %  | 5,4 %  |
| Gallup                        | 29. Juni 2016 | 15,2 %  | 8,2 %   | 27,9 % | 3,4 %  | 10,0 %  | 25,1 %  | 9,4 %  | 0,8 %  |
| Félagsvísindastofnun HÍ       | 24. Juni 2016 | 17,0 %  | 9,0 %   | 28,0 % | 4,5 %  | 9,5 %   | 19,7 %  | 9,7 %  | 2,6 %  |
| MMR                           | 12. Juni 2016 | 15,9 %  | 7,6 %   | 29,9 % | 2,9 %  | 11,1 %  | 22,7 %  | 9,1 %  | 0,8 %  |
| Félagsvísindastofnun HÍ       | 4. Juni 2016  | 16,5 %  | 7,2 %   | 28,3 % | 3,8 %  | 11,8 %  | 23,9 %  | 7,9 %  | 0,6 %  |
| Gallup                        | 1. Juni 2016  | 16,8 %  | 7,7 %   | 27,4 % | 4,0 %  | 10,2 %  | 28,5 %  | 4,3 %  | 1,1 %  |
| Fréttablaðið / Stöð 2 / Vísir | 27. Mai 2016  | 18,1 %  | 6,1 %   | 28,7 % | 2,5 %  | 7,3 %   | 31,5 %  |        | 5,8 %  |
| Félagsvísindastofnun HÍ       | 17. Mai 2016  | 18,9 %  | 8,9 %   | 25,8 % | 4,8 %  | 8,2 %   | 28,2 %  | 3,5 %  | 1,7 %  |
| MMR                           | 13. Mai 2016  | 15,8 %  | 7,5 %   | 31,0 % | 4,9 %  | 10,4 %  | 26,3 %  |        | 2,5 %  |
| Fréttablaðið                  | 12. Mai 2016  | 19,8 %  | 7,4 %   | 30,3 % | 3,1 %  | 6,5 %   | 31,1 %  |        | 1,8 %  |
| Fréttablaðið                  | 6. Mai 2016   | 14,0 %  | 8,4 %   | 31,8 % | 4,0 %  | 8,3 %   | 29,9 %  |        | 3,6 %  |
| MMR                           | 3. Mai 2016   | 14,0 %  | 9,7 %   | 28,9 % | 3,4 %  | 11,2 %  | 27,8 %  |        | 5,0 %  |
| Gallup                        | 30. Apr. 2016 | 18,4 %  | 8,3 %   | 26,6 % | 5,2 %  | 10,5 %  | 27,0 %  | 3,5 %  | 0,5 %  |
| Gallup                        | 12. Apr. 2016 | 19,8 %  | 9,0 %   | 29,3 % | 5,0 %  | 6,9 %   | 26,7 %  | 2,7 %  | 0,6 %  |
| U. Iceland                    | 8. Apr. 2016  | 14,7 %  | 9,5 %   | 30,9 % | 4,8 %  | 12,9 %  | 23,3 %  |        | 3,9 %  |
| Maskína                       | 8. Apr. 2016  | 20,0 %  | 7,2 %   | 34,2 % | 5,2 %  | 9,4 %   | 21,3 %  |        | 2,7 %  |
| Gallup                        | 7. Apr. 2016  | 16,7 %  | 7,6 %   | 32,4 % | 5,6 %  | 10,8 %  | 21,9 %  | 3,3 %  | 1,7 %  |
| MMR                           | 6. Apr. 2016  | 12,8 %  | 9,9 %   | 36,7 % | 5,8 %  | 8,7 %   | 22,5 %  |        | 3,6 %  |
| Fréttablaðið                  | 5. Apr. 2016  | 11,2 %  | 10,2 %  | 43,0 % | 3,8 %  | 7,9 %   | 21,6 %  |        | 2,3 %  |
| U. Iceland                    | 5. Apr. 2016  | 14,9 %  | 8,1 %   | 39,4 % | 4,4 %  | 10,0 %  | 18,8 %  |        | 4,4 %  |
| Gallup                        | 1. Apr. 2016  | 11,0 %  | 9,5 %   | 36,1 % | 3,2 %  | 12,0 %  | 23,2 %  | 2,1 %  | 2,9 %  |
| MMR                           | 18. März 2016 | 9,3 %   | 9,2 %   | 38,3 % | 4,2 %  | 12,4 %  | 22,9 %  |        | 3,4 %  |
| Fréttablaðið                  | 9. März 2016  | 8,4 %   | 8,2 %   | 38,1 % | 1,8 %  | 12,8 %  | 27,6 %  |        | 3,1 %  |
| MMR                           | 2. März 2016  | 7,8 %   | 7,8 %   | 37,0 % | 4,2 %  | 12,8 %  | 23,4 %  |        | 7 %    |
| Gallup                        | 2. März 2016  | 10,8 %  | 9,7 %   | 35,9 % | 3,3 %  | 11,0 %  | 23,7 %  |        | 5,6 %  |
| Gallup                        | 2. Feb. 2016  | 10,8 %  | 9,2 %   | 35,3 % | 3,6 %  | 12,0 %  | 24,4 %  |        | 4,7 %  |
| MMR                           | 2. Feb. 2016  | 11,0 %  | 9,4 %   | 35,6 % | 4,4 %  | 12,2 %  | 21,1 %  |        | 5,9 %  |
| Fréttablaðið                  | 30. Jan. 2016 | 9,6 %   | 9,9 %   | 41,8 % | 1,6 %  | 10,2 %  | 23,2 %  |        | 3,7 %  |
| Gallup                        | 2. Jan. 2016  | 10,2 %  | 10,4 %  | 33,1 % | 4,2 %  | 12,0 %  | 25,2 %  |        | 4,9 %  |
| MMR                           | 18. Dez. 2015 | 11,4 %  | 12,9 %  | 34,9 % | 5,3 %  | 11,5 %  | 20,6 %  |        | 3,4 %  |
| Gallup                        | 4. Dez. 2015  | 11,4 %  | 10,1 %  | 32,9 % | 3,9 %  | 12,0 %  | 24,8 %  |        | 4,9 %  |
| MMR                           | 16. Nov. 2015 | 9,9 %   | 10,5 %  | 35,3 % | 4,6 %  | 10,8 %  | 23,7 %  |        | 5,2 %  |
| Gallup                        | 4. Nov. 2015  | 11,1 %  | 10,6 %  | 35,5 % | 4,6 %  | 9,6 %   | 24,6 %  |        | 4,4 %  |
| MMR                           | 21. Okt. 2015 | 11,8 %  | 11,3 %  | 34,2 % | 6,5 %  | 10,4 %  | 21,7 %  |        | 4,1 %  |
| Gallup                        | 2. Okt. 2015  | 10,6 %  | 10,1 %  | 34,6 % | 5,6 %  | 10,1 %  | 24,4 %  |        | 4,6 %  |
| MMR                           | 3. Sep. 2015  | 9,6 %   | 10,6 %  | 33,0 % | 5,8 %  | 11,4 %  | 25,3 %  |        | 4,3 %  |
| Gallup                        | 1. Sep. 2015  | 11,8 %  | 9,3 %   | 35,9 % | 4,4 %  | 11,1 %  | 21,7 %  |        | 5,8 %  |
| Gallup                        | 7. Aug. 2015  | 8,9 %   | 12,2 %  | 32,3 % | 5,0 %  | 12,4 %  | 24,0 %  |        | 5,2 %  |
| MMR                           | 4. Aug. 2015  | 10,2 %  | 9,6 %   | 35,0 % | 4,4 %  | 12,2 %  | 23,1 %  |        | 5,5 %  |
| MMR                           | 30. Juni 2015 | 12,0 %  | 9,3 %   | 33,2 % | 5,6 %  | 10,6 %  | 23,8 %  |        | 5,5 %  |
| Rúv                           | 29. Juni 2015 | 10,3 %  | 11,4 %  | 32,0 % | 6,4 %  | 11,3 %  | 24,5 %  |        | 4,1 %  |
| MMR                           | 25. Juni 2015 | 10,5 %  | 11,6 %  | 32,4 % | 6,8 %  | 10,0 %  | 23,3 %  |        | 5,4 %  |
| FBL                           | 19. Juni 2015 | 7,3 %   | 11,1 %  | 37,5 % | 3,3 %  | 8,5 %   | 29,5 %  |        | 2,8 %  |
| MMR                           | 16. Juni 2015 | 11,1 %  | 11,8 %  | 34,5 % | 6,7 %  | 11,3 %  | 21,2 %  |        | 3,5 %  |
| Gallup                        | 1. Juni 2015  | 9,8 %   | 12,4 %  | 34,1 % | 7,4 %  | 8,9 %   | 23,0 %  |        | 4,3 %  |
| MMR                           | 26. Mai 2015  | 10,4 %  | 13,1 %  | 32,7 % | 6,3 %  | 8,6 %   | 23,1 %  |        | 5,6 %  |
| MMR                           | 4. Mai 2015   | 10,8 %  | 10,7 %  | 32,0 % | 8,3 %  | 10,8 %  | 21,9 %  |        | 5,5 %  |
| Gallup                        | 30. Apr. 2015 | 10,6 %  | 14,1 %  | 30,1 % | 7,8 %  | 10,1 %  | 22,9 %  |        | 4,4 %  |
| Gallup                        | 30. März 2015 | 10,1 %  | 15,8 %  | 21,7 % | 10,9 % | 10,8 %  | 25,0 %  |        | 5,7 %  |
| Kjarninn                      | 26. März 2015 | 10,2 %  | 16,1 %  | 23,6 % | 10,1 % | 11,0 %  | 24,8 %  |        | 4,2 %  |
| MMR                           | 21. März 2015 | 9,0 %   | 16,3 %  | 29,1 % | 9,0 %  | 11,6 %  | 23,4 %  |        | 1,7 %  |
| MMR                           | 18. März 2015 | 10,8 %  | 15,5 %  | 23,9 % | 10,3 % | 11,0 %  | 23,4 %  |        | 5,1 %  |
| Fréttablaðið                  | 11. März 2015 | 10,4 %  | 16,1 %  | 21,9 % | 9,2 %  | 10,1 %  | 28,0 %  |        | 4,3 %  |
| Rúv                           | 2. März 2015  | 11,2 %  | 17,1 %  | 15,2 % | 13,3 % | 11,0 %  | 26,1 %  |        | 6,1 %  |
| MMR                           | 19. Feb. 2015 | 12,9 %  | 14,5 %  | 12,8 % | 15,0 % | 13,1 %  | 25,5 %  |        | 6,2 %  |
| Gallup                        | 3. Feb. 2015  | 11,0 %  | 18,0 %  | 12,0 % | 13,0 % | 13,0 %  | 27,0 %  |        | 6,0 %  |
| MMR                           | 14. Jan. 2015 | 11,9 %  | 15,9 %  | 12,8 % | 16,9 % | 9,4 %   | 27,3 %  |        | 5,8 %  |
| Mbl                           | 16. Dez. 2014 | 11,6 %  | 16,1 %  | 11,4 % | 16,2 % | 11,0 %  | 29,0 %  |        | 4,7 %  |
| Fréttablaðið                  | 17. Nov. 2014 | 13,1 %  | 19,2 %  | 9,2 %  | 12,5 % | 12,8 %  | 32,9 %  |        |        |
| MMR                           | 4. Nov. 2014  | 10,7 %  | 16,1 %  | 11,3 % | 18,6 % | 12,3 %  | 23,6 %  |        | 7,4 %  |
| Gallup                        | 3. Okt. 2014  | 13,0 %  | 19,0 %  | 7,0 %  | 16,0 % | 12,0 %  | 27,0 %  |        |        |
| MMR                           | 8. Sep. 2014  | 10,4 %  | 16,9 %  | 9,2 %  | 17,8 % | 11,3 %  | 28,2 %  |        | 6,2 %  |
| MMR                           | 28. Aug. 2014 | 9,6 %   | 20,3 %  | 10,3 % | 17,6 % | 9,6 %   | 26,6 %  |        | 6,0 %  |
| MMR                           | 31. Juli 2014 | 11,6 %  | 17,0 %  | 9,6 %  | 19,2 % | 11,8 %  | 24,1 %  |        | 6,7 %  |
| MMR                           | 24. Juni 2014 | 11,4 %  | 16,5 %  | 8,3 %  | 21,8 % | 11,4 %  | 25,0 %  |        | 5,6 %  |
| MMR                           | 13. Mai 2014  | 11,6 %  | 16,4 %  | 9,6 %  | 19,4 % | 12,3 %  | 22,1 %  |        | 8,6 %  |
| MMR                           | 2. Mai 2014   | 11,7 %  | 17,4 %  | 9,0 %  | 15,5 % | 14,1 %  | 25,1 %  |        | 7,2 %  |
| MMR                           | 14. Apr. 2014 | 11,5 %  | 15,1 %  | 11,0 % | 17,1 % | 14,4 %  | 23,9 %  |        | 7,0 %  |
| electograph.com               | 3. März 2014  | 10,4 %  | 14,0 %  | 9,3 %  | 16,4 % | 14,6 %  | 29,0 %  |        | 5,6 %  |
| RÚV                           | 27. Feb. 2014 | 13,0 %  | 16,8 %  | 9,8 %  | 15,8 % | 15,3 %  | 23,7 %  |        | 5,6 %  |
| Capacent                      | 1. Feb. 2014  | 12,7 %  | 14,9 %  | 8,1 %  | 14,2 % | 18,3 %  | 26,9 %  |        |        |
| MMR                           | 22. Jan. 2014 | 11,0 %  | 17,1 %  | 6,9 %  | 15,9 % | 17,0 %  | 26,3 %  |        | 5,6 %  |
| Capacent                      | 24. Dez. 2013 | 13,3 %  | 15,1 %  | 10,7 % | 13,1 % | 16,4 %  | 25,3 %  |        |        |
| MMR                           | 30. Nov. 2013 | 12,6 %  | 13,8 %  | 9,0 %  | 15,2 % | 15,0 %  | 26,8 %  |        |        |
| Wahl 2013                     | 28. Apr. 2013 | 10,87 % | 12,85 % | 5,10 % | 8,25 % | 24,43 % | 26,70 % |        |        |